# 金尼洛亞梅薩 (加利福尼亞州)
金尼洛亞梅薩（英語：Kinneloa Mesa）是位於美國加利福尼亞州洛杉磯縣的一個非建制地區。該地的面積和人口皆未知。

## 地理
金尼洛亞梅薩的座標為34°10′33″N 118°08′50″W / 34.17583°N 118.14722°W，而該地的平均海拔高度為428米（即1407英尺）。